# Strumigenys godmani
Strumigenys godmani (лат.) — вид мелких земляных муравьёв из подсемейства Myrmicinae. Новый Свет.

## Распространение
Неотропика: Венесуэла, Колумбия, Коста-Рика, Мексика, Панама, Эквадор.

## Описание
Мелкие скрытные муравьи (длина около 5 мм; от 4,5 до 5,5 мм, что относительно очень крупно для представителей рода Strumigenys) с сердцевидной головой, расширенной кзади. Скапус усика длинный. Голова и промезонотум без отстоящих волосков. Проподеум c короткими зубцами. Апикальная вилка жвал из 3 зубцов: апикодорзальный, апиковентральный и между ними интеркалярный (также есть 2 преапикальных длинных зубчика). Длина головы HL 1,12—1,30 мм, ширина головы HW 1,02—1,24 мм, мандибулярный индекс MI 41—48, длина скапуса SL 0,72—0,92 мм.
Включён в видовую группу S. mandibularis-group (триба Dacetini), но обладает относительно крупными размерами и укороченными мандибулами (индекс MI 41—48).
Основная окраска желтовато-коричневая, блестящее брюшко до тёмно-коричневого. Мандибулы длинные, узкие (с несколькими зубцами). Глаза расположены внутри усиковых желобков-бороздок, вентро-латеральные. Нижнечелюстные щупики 1-члениковые, нижнегубные щупики состоят из 1 сегмента (формула 1,1). Стебелёк между грудкой и брюшком состоит из двух члеников: петиолюса и постпетиолюса (последний четко отделен от брюшка), жало развито, куколки голые (без кокона). Специализированные охотники на коллембол. Вид был впервые описан в 1899 году швейцарским мирмекологом Огюстом Форелем (Forel A., 1848—1931) по типовым экземплярам, собранным в Панаме, а его валидный статус подтверждён в ходе ревизии британским мирмекологом Барри Болтоном.

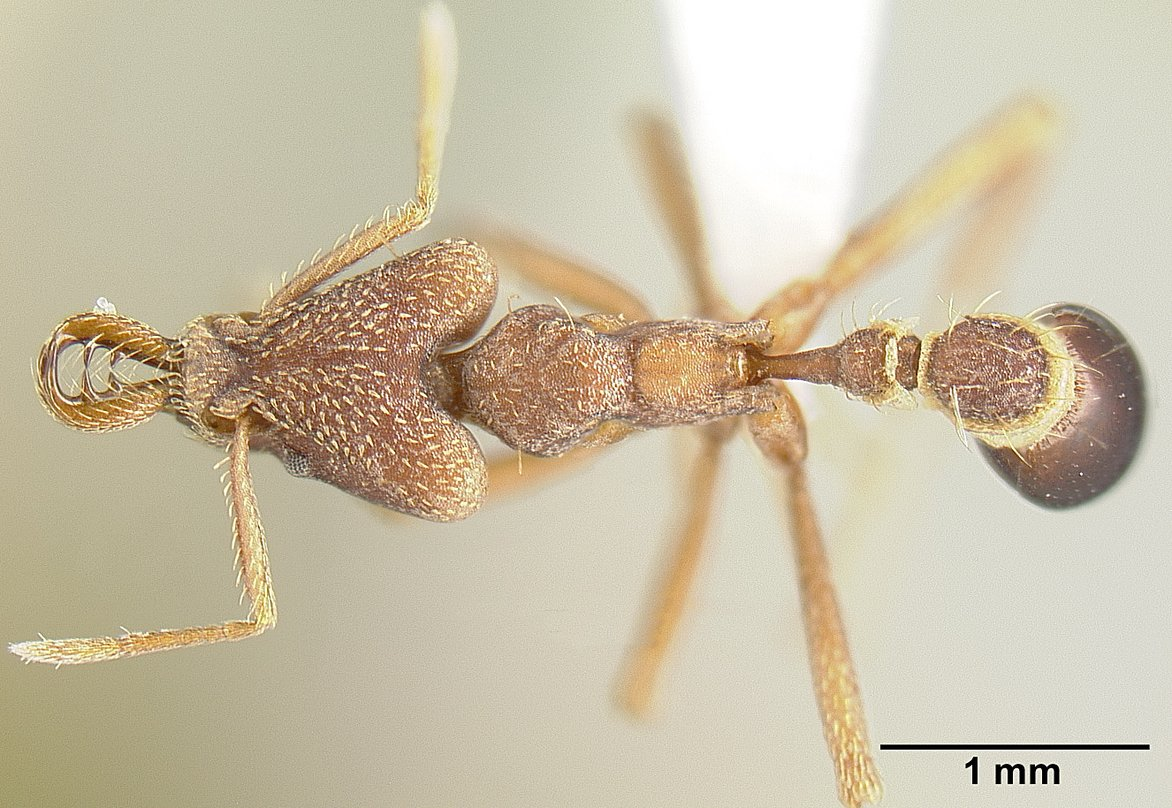
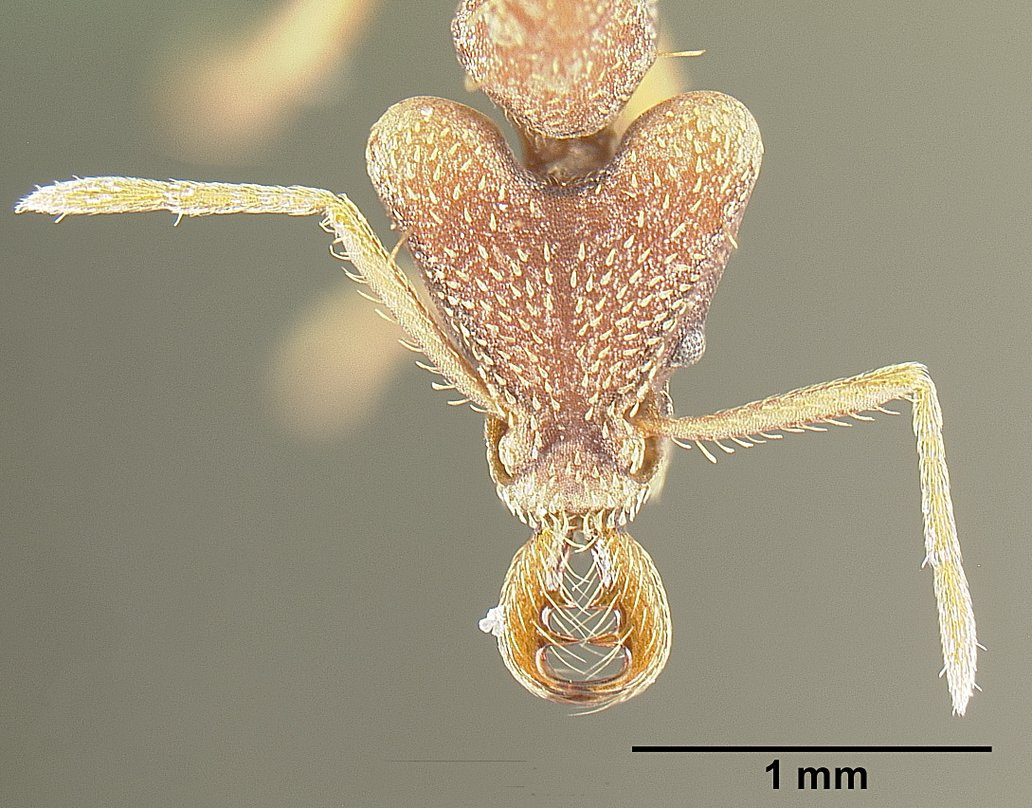